# Nannobrachium gibbsi
Nannobrachium gibbsi és una espècie de peix de la família dels mictòfids i de l'ordre dels mictofiformes.

## Morfologia
- Els mascles poden assolir 12,2 cm de longitud total.
- Nombre de vèrtebres: 36-38.[4]

## Hàbitat
És un peix marí i d'aigües profundes.

## Distribució geogràfica
Es troba principalment a les aigües tropicals de l'oceà Pacífic.